# أندرياس كابس
أندرياس كابس (بالألمانية: Andreas Kappes)‏ مواليد 23 ديسمبر 1965 في بريمن، هو دراج ألماني سابق. سبق أن شارك في دورة الألعاب الأولمبية الصيفية.

## سجل النتائج

### سباقات أو مراحل فاز بها
- طواف سويسرا

## روابط خارجية
- أندرياس كابس على موقع أرشيف الدراجات (الإنجليزية)
- أندرياس كابس على موقع إحصائيات الدراجات الإحترافية (الإنجليزية)
- أندرياس كابس على موقع CycleBase (الإنجليزية)
- أندرياس كابس على موقع أوليمبيديا (الإنجليزية)